# BCS East-West Interlink
BCS East-West Interlink — підводний кабель передачі даних, що проходить через Балтійське море і належить Arelion. 
Сполучає Швянтої в Литві з Каттгаммарсвіком на східному узбережжі шведського острова Готланд. 
Кабель довжиною 218 км діяв з листопада 1997 року по 18 листопада 2024 року.

## Історія
Підводний кабель прокладено в 1997 році компанією «Alcatel». 

Телекомунікаційна компанія Telia Lietuva оголосила 18 листопада 2024 року, що підводний кабель між Литвою та Швецією було «перерізано» в неділю вранці близько 10 ранку за місцевим часом. 

Приблизно в той же час підводний кабель C-Lion1 для передачі даних між Фінляндією та Німеччиною перерізано у тому ж районі Балтійського моря. 